# 府內城
府內城又稱為大分城是位於日本大分縣大分市的城堡。建於1597年，關原之戰後，成為了府內藩的藩廳所在地，藩主是竹中氏及大給松平氏。